# Pietro Papareschi
Pietro (Papareschi?) († nach April 1145) war ein in Italien geborener Geistlicher, der am 17. September 1143 von Papst Innozenz II. zum Kardinal ernannt wurde. Er wird oft als Bruder von Innozenz II. und Mitglied der römischen Familie Papareschi bezeichnet, was jedoch in zeitgenössischen Quellen nicht belegt ist. Er unterzeichnete die päpstlichen Bullen als Kardinalbischof von Albano zwischen dem 9. Dezember 1143 und dem 28. April 1145. Er nahm an den Papstwahlen im September 1143, die Coelestin II. wählte, März 1144, die Lucius II. wählte, und Februar 1145 teil, die Eugen III. wählte. Er starb nicht vor April 1145.